# Skarbimierz

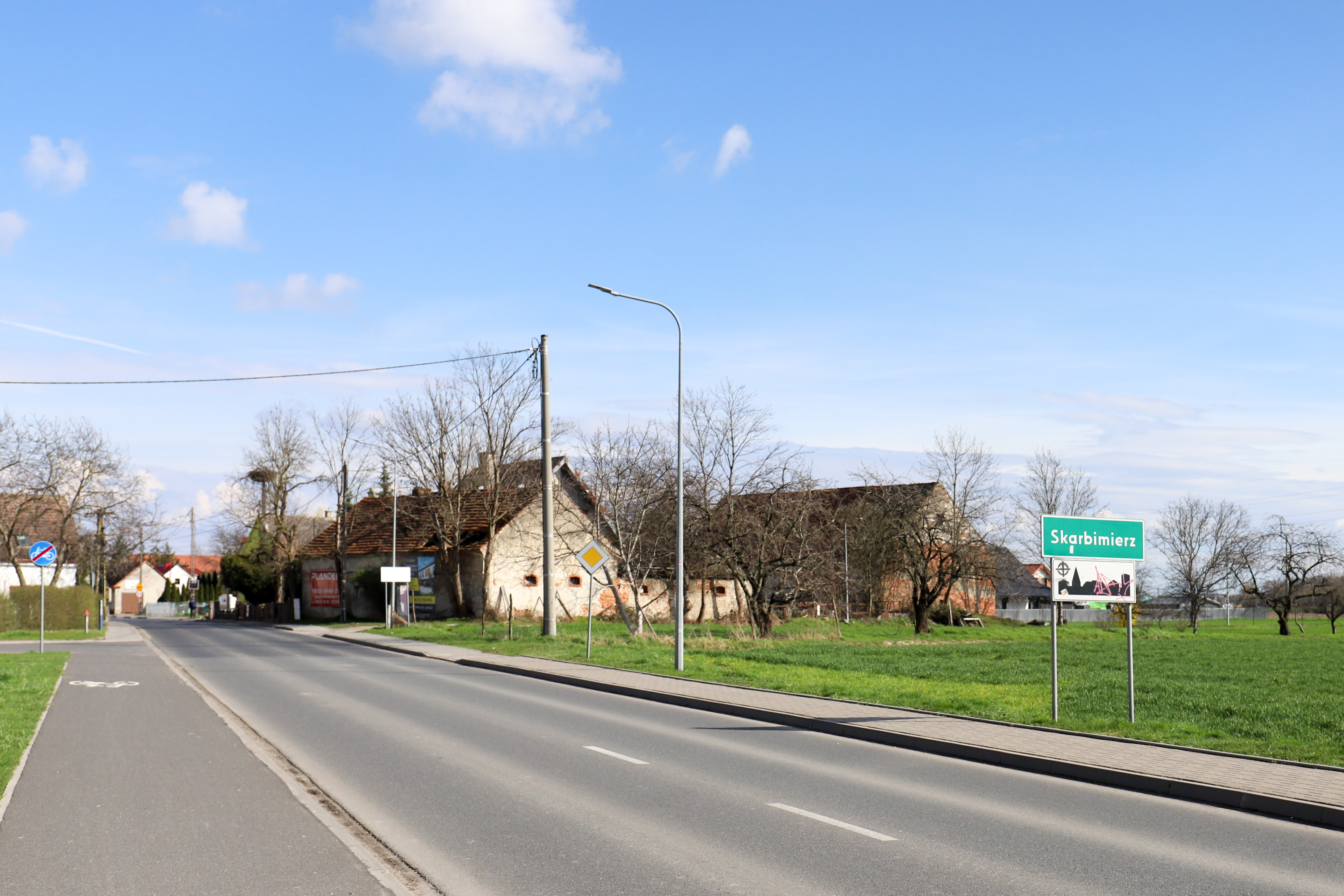
Ortseingang (2024)

Skarbimierz (deutsch Hermsdorf) ist ein Dorf in Niederschlesien. Es ist Sitz der gleichnamigen Landgemeinde im Powiat Brzeski in der polnischen Woiwodschaft Opole.

## Geographie

### Geographische Lage
Das Angerdorf Skarbimierz liegt zwei Kilometer südwestlich der Kreisstadt Brzeg (Brieg) und rund 45 Kilometer nordwestlich der Woiwodschaftshauptstadt Opole. Der Ort liegt in der Nizina Śląska (Schlesische Tiefebene) innerhalb der Równina Grodkowska (Grottkauer Ebene). 
Durch den Ort führen die Landesstraßen Droga krajowa 39 und Droga krajowa 94. Südwestlich des Ortes befindet sich der ehemalige Fliegerhorst Brieg.

### Nachbarorte
Nachbarorte von Skarbimierz sind im Osten die Kreisstadt Brzeg (Brieg) und im Westen Skarbimierz Osiedle.

## Geschichte

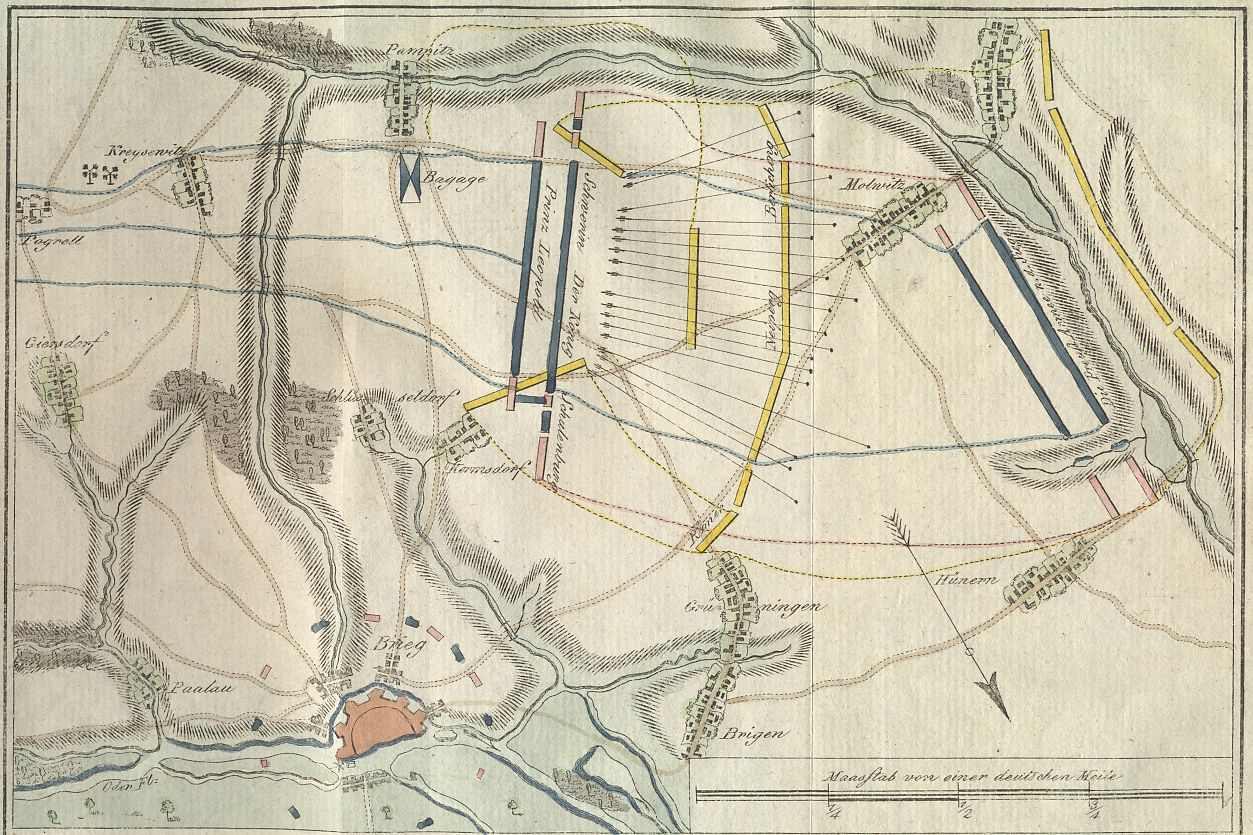
Karte der Schlacht bei Mollwitz, mittig Hermsdorf

Nach dem Ersten Schlesischen Krieg 1742 fiel Hermsdorf zusammen mit dem größten Teil Schlesiens an Preußen.
Nach der Neugliederung Preußens gehörte die Landgemeinde Hermsdorf ab 1815 zur Provinz Schlesien und war ab 1816 dem Landkreis Brieg eingegliedert, mit dem es bis 1945 verbunden blieb. 1874 wurde der Amtsbezirk Schüsselndorf gegründet, welcher die Landgemeinden Briegischdorf, Hermsdorf, Paulau und Schüsselndorf  umfasste. 1885 zählte der Ort 244 Einwohner.
1933 zählte Hermsdorf 282, 1939 wiederum 294 Einwohner. Bis 1945 befand sich der Ort im Landkreis Brieg.
Als Folge des Zweiten Weltkriegs fiel Hermsdorf wie fast ganz Schlesien 1945 an Polen, wurde in Skarbimierz umbenannt und der Woiwodschaft Breslau angegliedert. Die deutsche Bevölkerung wurde, soweit sie nicht vorher geflohen war, weitgehend vertrieben. Die neu angesiedelten Bewohner waren zum Teil Heimatvertriebene aus Ostpolen. 1950 kam der Ort zur Woiwodschaft Opole, 1999 zum Powiat Brzeski.